# St. Nikolai (Weiboldshausen)

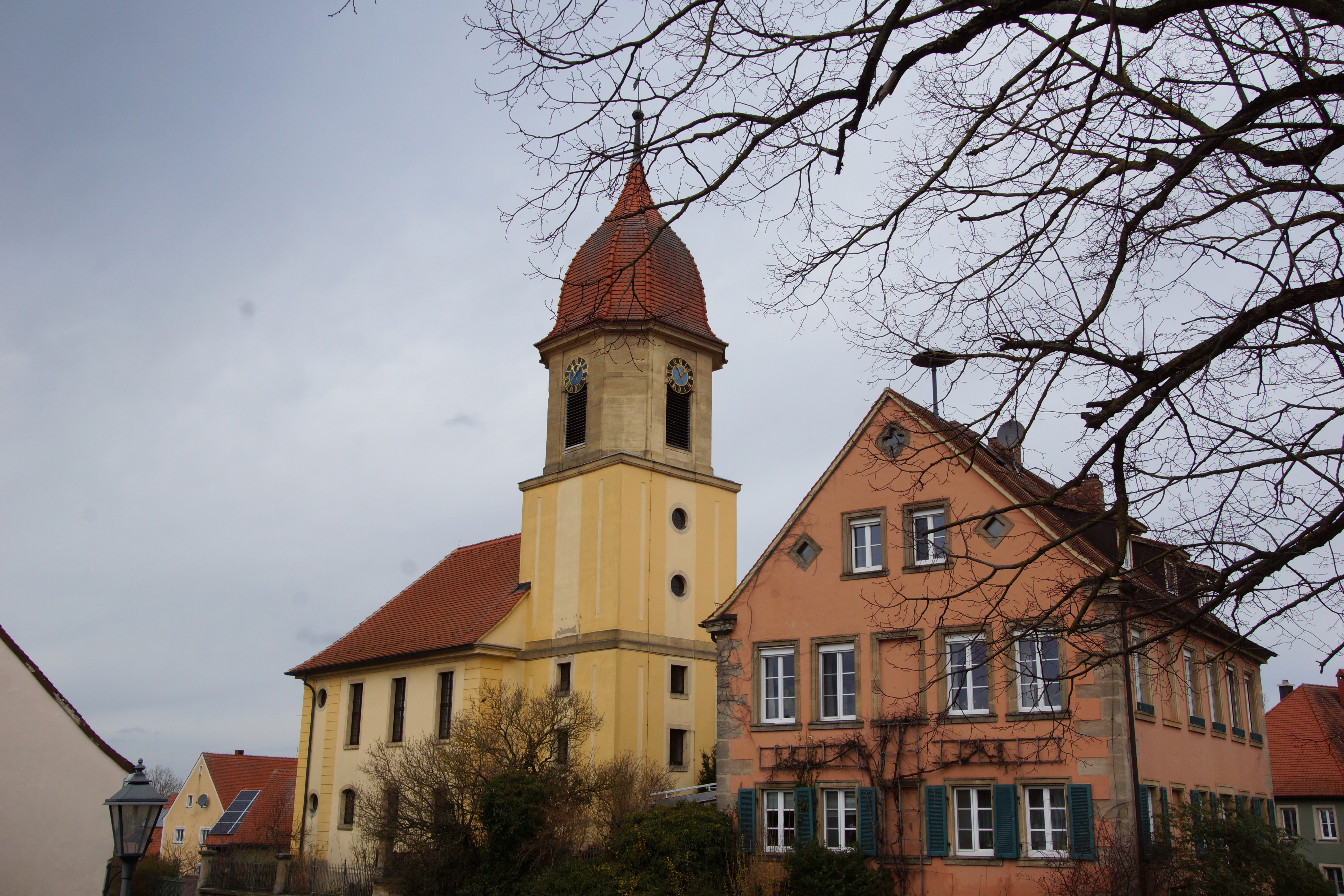
St. Nikolai (Weiboldshausen), Bild aufgenommen März 2020

Die denkmalgeschützte, evangelisch-lutherische Pfarrkirche St. Nikolai steht in Weiboldshausen, einem Gemeindeteil der bayerischen Gemeinde Höttingen im mittelfränkischen Landkreis Weißenburg-Gunzenhausen. Die Kirche ist unter der Denkmalnummer D-5-77-141-27 als Baudenkmal in der Bayerischen Denkmalliste eingetragen. Die untertägigen mittelalterlichen und neuzeitlichen Bestandteile der Kirche sowie ihrer Vorgängerbauten sind zusätzlich als Bodendenkmal (Nummer: D-5-6932-0013) eingetragen. Das Patrozinium der Kirche ist der hl. Nikolaus von Myra. Das Bauwerk mit der postalischen Adresse Burgstraße 11 steht innerhalb des Weiboldshausner Ortskerns auf einer erhöhten Lage umgeben von weiteren denkmalgeschützten Bauwerken auf einer Höhe von 430 m ü. NHN. Die Kirchengemeinde gehört zum Dekanat Weißenburg in Bayern im Kirchenkreis Nürnberg der Evangelisch-Lutherischen Kirche in Bayern.

## Beschreibung

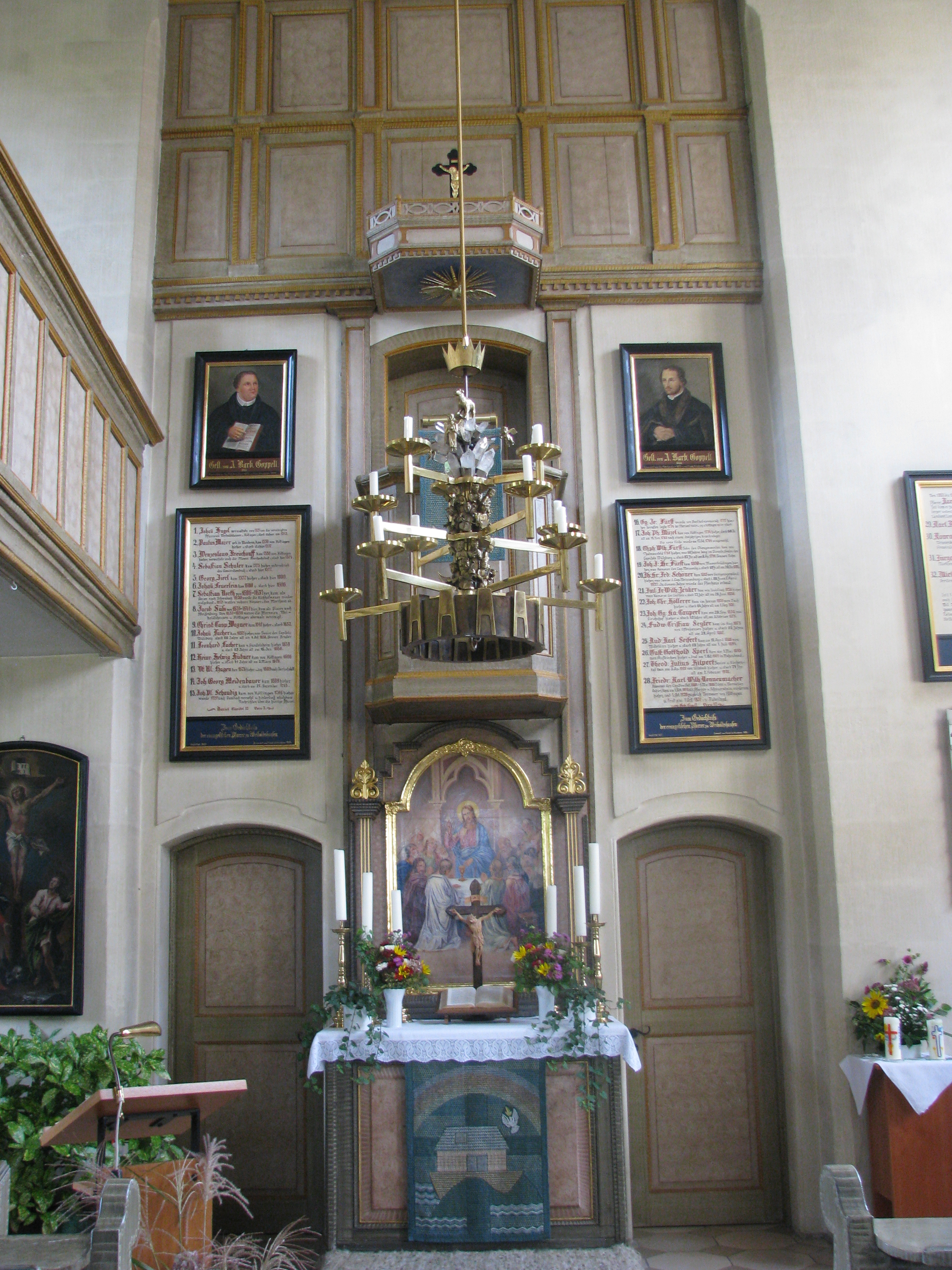
Altar

Der Chorturm auf quadratischem Grundriss ist im Kern mittelalterlich. Die Saalkirche wurde von 1761 bis 1764 nach Plänen von Johann David Steingruber im Markgrafenstil umgestaltet. Der Chorturm wurde 1760 um ein achteckiges Geschoss aus Quadermauerwerk aufgestockt, das die Turmuhr und den Glockenstuhl beherbergt, und mit einer Glockenhaube bedeckt. Das zweigeschossige Langhaus wurde nach Westen angebaut, mit Emporen ausgestattet und mit einem Satteldach bedeckt. Zur Kirchenausstattung gehört der um 1820 gebaute Kanzelaltar, dessen Altarretabel um 1750 gemalt wurde.